# 瓦尼亚·阿里安蒂·苏科措
瓦尼亚·阿里安蒂·苏科措（1999年8月28日—），印尼女子羽毛球運動員。

## 簡歷
2016年10月，瓦尼亚·阿里安蒂·苏科措出戰越南羽毛球國際系列賽，與里诺夫·里瓦尔迪合作贏得混合雙打比賽冠軍。

## 主要比賽成績
只列出曾進入準決賽的國際賽事成績：
| 年份   | 賽事                       | 公開賽級別 | 項目     | 拍檔                       | 成績   |
| ------ | -------------------------- | ---------- | -------- | -------------------------- | ------ |
| 2015年 | 马来西亚青少年羽毛球锦标赛 |            | 女子雙打 | 塔尼亚·奥克塔维亚尼·库苏马 | 冠軍   |
| 2016年 | 波蘭羽毛球公開賽           | 國際挑戰賽 | 女子雙打 | 塔尼亚·奥克塔维亚尼·库苏马 | 準決賽 |
| 2016年 | 印尼羽毛球國際系列賽       | 國際系列賽 | 女子雙打 | 塔尼亚·奥克塔维亚尼·库苏马 | 準決賽 |
| 2016年 | 樂魚羽毛球國際挑戰賽       | 國際挑戰賽 | 女子雙打 | 塔尼亚·奥克塔维亚尼·库苏马 | 準決賽 |
| 2016年 | 越南羽毛球國際系列賽       | 國際系列賽 | 混合雙打 | 里诺夫·里瓦尔迪            | 冠軍   |
| 2016年 | 印度羽毛球國際挑戰賽       | 國際挑戰賽 | 女子雙打 | 拉马达尼·哈斯蒂扬蒂·普特里 | 準決賽 |
| 2017年 | 越南羽毛球國際挑戰賽       | 國際挑戰賽 | 女子雙打 | 拉马达尼·哈斯蒂扬蒂·普特里 | 準決賽 |
| 2017年 | 新加坡羽毛球國際系列賽     | 國際系列賽 | 女子雙打 | 塔尼亚·奥克塔维亚尼·库苏马 | 亞軍   |
| 2018年 | 印尼羽毛球國際挑戰賽       | 國際挑戰賽 | 女子雙打 | 塔尼亚·奥克塔维亚尼·库苏马 | 冠軍   |

| 2007-2017年 | 首要超級賽 | 超級賽 | 黃金大獎賽 | 大獎賽 | 國際挑戰賽 | 國際系列賽 | 未來系列賽 | 其他 |

| 2018-2026年 | 總決賽 | 超級1000賽 | 超級750賽 | 超級500賽 | 超級300賽 | 超級100賽 | 國際挑戰賽 | 國際系列賽 | 未來系列賽 | 其他 |